# Blink (renderingsmotor)
Blink är en renderingsmotor som används i webbläsaren Chromium, och därmed webbläsare som baserar sig på därpå, bland annat Google Chrome och Opera. Blink var från början en fork av renderingsmotorn WebKit som tidigare användes i Chromium.